# Janusz Płaczek
Janusz Płaczek (ur. 27 grudnia 1948) – polski trener piłkarski prowadzący m.in. Zagłębie Lubin.

## Kariera
Janusz Płaczek w swojej karierze trenował Zagłębie Lubin w latach 1992-1993, prowadząc klub w 42 meczach ligowych (12 zwycięstw - 13 remisów - 17 porażek). Został zwolniony z posady dnia 23 sierpnia 1993 roku po porażce swojego zespołu z ŁKS-em Łódź 2:6 w meczu ligowym w sezonie 1993/1994. 
Następnie trenował Stilon Gorzów Wielkopolski (1994-95 i 1998) i Pogoń Skwierzyna (2003-04).